# Renhua
Renhua léase Ren-Juá (en chino simplificado, 仁化县; pinyin, Rénhuà xiàn)  es un condado bajo la administración directa de la ciudad-prefectura de Shaoguan. Se ubica al este de la provincia de Cantón, en el sur de la República Popular China. Su área es de 2223 km² y su población total para 2018 fue más de 200 mil habitantes.

## Administración
El condado urbano de Renhua se divide en 11 pueblos que se administran en un subdistrito y diez poblados.